# Ipatjew-Synthese
Die Ipatjew-Synthese ist eine Namensreaktion der organischen Chemie. Benannt wurde sie nach Wladimir Nikolajewitsch Ipatjew einem russischen Chemiker. Sie wird auch technische Isooctansynthese genannt. Sie ist ein seltener Fall einer Additionsreaktion eines Carbeniumions an Alkene, ohne dass dabei eine Polymerisation eintritt.

## Übersichtsreaktion
Bei der Ipatjew-Synthese werden Isobuten und Isobutan addiert, um Isooctan zu erhalten.
Damit die Reaktion überhaupt abläuft, muss ein hoher Druck, sowie eine hohe Temperatur eingestellt werden. Die Synthese beginnt langsam bei 325°C und verläuft am besten bei 380–400 °C. Ohne die Druckerhöhung ist die Reaktion nicht möglich.

## Mechanismus
Reinhard Brückner hat den Mechanismus der Ipatjew-Synthese wie folgt ausgedrückt:
Zunächst wird das Isobuten (1) mit Hilfe einer Säure [hier: Flusssäure (HF)] katalytisch protoniert und es bildet sich unter Abspaltung eines Fluorid-Anions ein Carbeniumion 2. An dieses addiert sich daraufhin ein weiteres Molekül Isobuten. Das Zwischenprodukt ist ein weiteres Carbeniumion mit acht Kohlenstoff-Atomen 3. Dieses deprotoniert dann ein Isobutan-Molekül (4) und wird so zum Isooctan (5). Das deprotonierte Isobutan bildet dann wieder das Carbeniumion 2. Somit kann die Reaktion so lange ablaufen, bis das komplette Isobutan aufgebraucht ist.

## Kritik
Die Ipatjew-Synthese ist ein technisches Verfahren. Trotzdem ist die Atomökonomie der Ipatjew-Synthese, wegen der Bildung stöchiometrischer Mengen mehrerer Abfallstoffe, so schlecht, dass diese nur selten durchgeführt wird.